# Diritto processuale civile
Il diritto processuale civile sottende il complesso delle norme giuridiche che, in un determinato ordinamento giuridico, regolano lo svolgimento del processo civile.
In via generale, il diritto processuale afferisce al diritto strumentale e, in quanto tale, deve essere differenziato dal diritto sostanziale: mentre il diritto sostanziale comprende tutte le disposizioni regolanti lo svolgimento della cosiddetta convivenza sociale, nel diritto strumentale si annovera l'insieme degli strumenti giuridici tendenti alla tutela dei diritti nonché alla loro protezione coattiva.

## Princìpi generali del diritto processuale italiano
Poiché l'ordinamento giuridico italiano ammette la tutela stragiudiziale dei diritti e delle situazioni giuridiche in via del tutto eccezionale, punendo peraltro l'esercizio arbitrario delle proprie ragioni (articoli 392 e 393 c.p.), l'inquadramento del processo civile consente alle persone fisiche e giuridiche, nonché allo Stato ed alle sue emanazioni, di invocare una situazione giuridica soggettiva nell'ambito di una controversia insorta con altre persone fisiche o giuridiche, ovvero nei confronti delle predette entità pubbliche, purché la giurisdizione ordinaria sia competente per adire la lite. All'uopo, la competenza del giudice ordinario deve essere tenuta distinta dalla competenza delle giurisdizioni speciali (Articoli 102 et ss. Costituzione) tra le quali figura la giurisdizione ammininistrativa, dinanzi le quali le regole processuali sono, in tutto od in parte, differenti.
Per far valere il proprio diritto soggettivo, colui che lo invoca può tanto agire in giudizio quanto ricorrere ai metodi alternativi di risoluzione delle controversie tra le quali figurano l'arbitrato, la mediazione civile e la transazione. 
In sede giurisdizionale, tre sono le diverse forme di tutela individuate dal legislatore ordinario:
1. la tutela di cognizione (o cognitiva);
2. la tutela esecutiva;
3. la tutela cautelare.

La tutela di cognizione presuppone l'iniziativa di un soggetto di diritto, il quale asserisca la titolarità di un diritto soggettivo ed, eventualmente, l'inadempimento di un altro soggetto di diritto ad una regola di diritto. Nell'ambito della procedura giurisdizionale, l'attività di cognizione consente alle parti di richiedere al giudice che questi accerti i diritti e le obbligazione tra loro esistenti. A tal fine, ed in via del tutto generale, l'attività cognitiva si estrinseca mediante l'azione di mero accertamento (tendente al semplice riconoscimento di un dato diritto ovvero di una data obbligazione), l'azione di condanna (tendente alla condanna di una parte al processo al compimento di una data prestazione positiva ovvero negativa) nonché l'azione costitutiva (tendente ad ottenere dal giudice la costituzione, la modificazione ovvero l'estinzione di un rapporto giuridico ai sensi dell'articolo 2938 del codice civile).
Quanto alla tutela di esecuzione, questa mira alla realizzazione concreta del diritto di credito nascente da un rapporto obbligatorio, indipendentemente dalla sua natura legale o giudiziale. Il soggetto di diritto può avvalersi di tale forma di tutela dimostrando la titolarità di un titolo esecutivo ai sensi dell'articolo 479 c.p.c.
Infine, per quanto concerne la tutela cautelare, questa mira alla protezione di un diritto soggettivo avanti ogni processo. Pertanto, lo scopo della tutela cautelare è di rimediare alle conseguenze pregiudizievoli che lo scorrimento del tempo, necessario per lo svolgimento del processo civile, avrebbe sul diritto soggettivo invocato dall'attore. All'uopo, l'ordinamento giuridico italiano distingue due diverse forme di tutela: la tutela cautelare conservativa, nell'ambito della quale figura l'istituto del sequestro civile, e la tutela cautelare anticipatoria (nell'ambito della quale si colloca, ad esempio, l'accertamento tecnico preventivo).

### Norme costituzionali
Il diritto ad agire in giudizio è garantito dall'Articolo 24 della Costituzione. Tale previsione costituzionale prevede tanto il diritto d'azione tendente alla tutela in giudizio di un diritto soggettivo ovvero di un interesse legittimo, quanto il diritto di difesa in ogni stato e grado del procedimento.
Ai sensi dell'Articolo 111, 2° comma della Costituzione, il processo deve svolgersi nel contraddittorio tra le parti, in condizioni di parità, dinanzi ad un giudice terzo ed imparziale, nonché esaurirsi in una durata ragionevole. L'organo giudicante deve essere precostituito per legge in ottemperanza all'Articolo 25 della Costituzione; in altri termini, la competenza giurisdizionale del tribunale deve essere contestuale alla nascita della controversia da risolversi nell'ambito del processo.
La terzietà e l'imparzialità del giudice sono garantite dall'indipendenza della magistratura, il potere costituzionale responsabile per l'applicazione del diritto tanto su istanza di parte quanto d'ufficio nei casi previsti dalla legge. Dapprima, gli Articoli 101 e 104 della Costituzione sanciscono la cosiddetta "indipendenza esterna" della magistratura la quale esenta la risoluzione delle controversie e delle questioni di diritto dall'influenza degli altri due poteri costituzionali, l'esecutivo ed il legislativo. In seno alla magistratura, l'Articolo 107 della Costituzione stabilisce la cosiddetta "indipendenza interna” della magistratura, disponendo l'uguaglianza di ordine e grado tra i suoi membri, i quali si differenziano per soli motivi di competenza; ciò nonostante, la differenziazione delle competenze tra magistrati non dà luogo ad alcun ordine gerarchico tra loro.
Il comma 6° dell'Articolo 111 della Costituzione impone, peraltro, all'autorità giudicante l'obbligo di motivare i provvedimenti da questa adottati, richiamando il principio dell'equo processo evocato nel 1° comma della stessa disposizione.

### Legge ordinaria
Il processo civile italiano è diretto, nella sua gran parte, dalle disposizioni contenute nel codice di procedura civile. Altre disposizioni, strettamente attinenti al processo, sono contenute in testi diversi aventi valore di legge. Così ad esempio le previsioni relative ad alcuni mezzi di prova nonché alla loro ammissibilità contenute nel codice civile o ancora la legge del 31 maggio 1995 nº 218 in relazione alla competenza giurisdizionale in presenza di un conflitto di giurisdizione all'internazionale.
In via generale, l'articolo 2907 c.c. consacra il principio dispositivo, disponendo "alla tutela giurisdizionale provvede l'autorità giudiziaria su domanda di parte e, quando la legge lo dispone, del pubblico ministero o d'ufficio". Il presupposto della tutela giurisdizionale è pertanto l'attribuzione di una domanda, avente per oggetto un diritto, all'organo giudicante da parte di colui che ne vanta la titolarità oppure per conto del titolare di tale diritto.
Se una domanda viene attribuita al giudice, questi deve pronunziarsi su ogni parte di essa e non oltre i suoi limiti in applicazione dell'articolo 112 c.p.c. Così facendo, deve esistere una corrispondenza tra quanto chiesto dalle parti e la pronuncia del giudice in sede di sentenza parziale o finale. L'omissione di pronuncia su parte della domanda, tanto emanante dall'attore quanto dal convenuto, dà luogo alla “omessa pronunzia” (infra petita) costituendo peraltro motivo di riforma in appello. Oltre i limiti della domanda, il giudice commette la cosiddetta “extrapetizione" oppure "ultrapetizione” (ultra petita) esponendo la sentenza alla riforma in appello nella parte eccedente la domanda di parte.
Il giudice prende in conto gli elementi di prova fornitigli dalle parti, ancorché questi formi liberamente il proprio convincimento. In effetti, l'articolo 116 c.p.c. dispone che "il giudice deve valutare le prove secondo il suo prudente apprezzamento, salvo che la legge disponga altrimenti". Nondimeno, le prove legali (tra le quali si annoverano il giuramento, la confessione, l'atto pubblico e scrittura privata autenticata o riconosciuta) hanno un valore probatorio predeterminato dalla legge, sicché il giudice altro non potrà che costatarle e tirare le necessarie conseguenze. I rimanenti mezzi di prova sono detti liberi, dunque essi vengono valutati dal giudice secondo il suo “prudente apprezzamento”; ai fini di tal valutazione, il giudice dovrà rendere conto del proprio ragionamento motivando in fatto ed in diritto la decisione adottata comprensibilmente, logicamente e razionalmente.

## L'azione
Il processo civile italiano è retto dal principio dispositivo quale manifestazione specifica del diritto d'azione sancito dall'Articolo 24 della Costituzione. Il contenuto di tale principio si sostanzia nell'attribuzione dell'iniziativa giudiziaria al titolare del diritto che intenda chiederne la tutela. 
L'azione ed il diritto soggettivo da proteggere possono essere attribuiti a due soggetti diversi, come nel caso di un minore.
Il processo di cognizione è la figura processuale con cui si esprime la tutela dichiarativa.
La tutela dichiarativa è quel tipo di tutela finalizzata all'effettiva risoluzione delle controversie, in questi casi il giudice decide la regola di diritto da applicare al caso concreto.
Le azioni di cognizione sono di tre tipi:
-	Accertamento: quando si afferma il vanto di un diritto che un altro soggetto ritiene inesistente, o quando si contesta il diritto altrui (acc. negativo)
-	Condanna: si afferma una lesione da parte un soggetto e si chiede la condanna di questo al risarcimento in forma specifica o per equivalente monetario. È l'unica la quale sentenza può valere come Titolo Esecutivo, atto che prepara l'esecuzione forzata.
-	Costitutiva: si afferma il semplice fatto costitutivo alla base di un diritto potestativo. Si richiede la costituzione, la modificazione o l'estinzione di rapporti giuridici.
L'azione costitutiva è soggetta al regime di tipicità, l'art. 2908 c.c. dispone che può essere esperita nei soli casi previsti dalla legge.

### Presupposti processuali e condizioni dell'azione
Prima di scendere nell'indagine di merito (fondatezza dell'azione) il giudice deve svolgere due tipi di accertamenti preliminari volti a verificare la fondatezza della domanda. Tuttavia, è da precisare che oggi una siffatta distinzione è recessiva e sintomatica di una nozione di rapporto giuridico processuale ormai abbandonata.
Ne deriva che oggi sussiste una sola categoria, rappresentata dalle cosiddette condizioni di decidibilità della causa nel merito.
Ad ogni modo a mero titolo esemplificativo, si può segnalare che cosa s'intendeva per presupposti processuali e condizioni dell'azione sino a qualche tempo fa.
I presupposti processuali riguardano l'instaurazione del processo:
1. Domanda proposta a giudice competente (se giudice è incompetente dovrà dichiarare la propria incompetenza e definire in via pregiudiziale il processo)
2. Capacità processuale della parte che sta in giudizio, ovvero persone che abbiano il libero esercizio dei propri diritti, art. 75 c.p.c. In questo caso tuttavia il giudice può disporre un termine per sanare tale difetto

Se giudice non può procedere perché manca un presupposto emanerà una sentenza meramente processuale che non consuma l'azione, cosiddetto “Giudicato Formale”.
Le condizioni dell'azione invece riguardano la proponibilità della domanda.
-	Possibilità giuridica, valutare se azione rientra in fattispecie normativa esistente.
-	Legittimazione ad agire, corrispondenza tra colui che pone la domanda e colui che è titolare del diritto (vi sono casi eccezionali come “alienazione res litigiosa” in cui un soggetto sta in causa per un diritto che non è più suo)
-	Interesse ad agire, il soggetto che propone la domanda deve avere interesse alla tutela giurisdizionale del diritto che afferma.